# Gallaïque

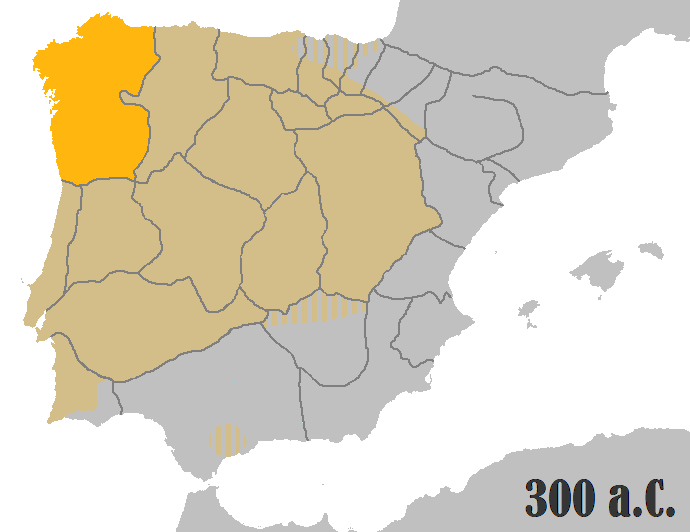
Gallaïque, bien que les régions du sud jusqu'au nord de la Douro, ne parlaient vraisemblablement pas une langue celtique

Le gallaïque ou gallaecien est une langue celtique hypothétique qui était parlée avant la conquête romaine dans le quart nord-ouest de la péninsule Ibérique. Il est classé dans le groupe des Langues celtiques continentales en Q, tout comme le celtibère (par opposition aux langues celtiques en P : gaulois et brittonique). Il était étroitement lié au celtibère et était parlé avant la conquête romaine dans le quart nord-ouest de la péninsule Ibérique. Cette entité géographique est devenue la province romaine de Gallaecia et est maintenant composée des régions modernes de Galice, des Asturies de l'ouest, du León et du nord du Portugal,,.

## Généralités
C'est une langue qui n'est pas directement attestée par l'épigraphie, on ne possède qu'un corpus composé de mots isolés et de courtes phrases contenus dans les inscriptions latines locales ou introduits par des auteurs classiques. Ces mots peuvent être des anthroponymes, des ethnonymes, des théonymes et des toponymes également mentionnés dans des inscriptions. Des toponymes, hydronymes et oronymes d'origine celtique se sont aussi perpétués jusqu'à nos jours en Galice. Par ailleurs, quelques mots isolés d'origine celtique conservés dans les langues romanes locales pourrait avoir été hérité de ces dialectes celtiques.

## Postérité
Hormis les noms propres et les quelques mots attestés dans les inscriptions ou transmis par des auteurs classiques, quelques vocables d'origine celtique sont conservés dans les langues romanes locales. Des termes galiciens, la langue romane de la Galice, illustrent le propos. Cette liste exclut les mots celtiques que le latin avait déjà empruntés à différents idiomes celtiques, la plupart de ceux communs au castillan et / ou au catalan, ainsi que ceux connus pour être empruntés à l'occitan et au français, langues qui ont beaucoup influencé celles de la péninsule Ibérique.
- abanqueiro[5],[6] « chute d'eau », peut-être « barrage construit par des castors » à l'origine. C'est un dérivé en -arium d’*abanco issu du proto-celtique *abankos « castor, démon aquatique »[7],[8]. C'est un cognat du vieil irlandais abacc « nain », gallois afanc « nain, castor », breton avank « nain, castor, monstre marin ». Le mot existe aussi en franco-provençal avans « osier »[9].
- abeneiro [10] « aulne », dérivé en -arium d’*abona « rivière ». Il est apparenté au breton aven, au gallois afon et à l'irlandais abha / abhainn « rivière ». L'occitan avenc « abîme, gouffre (puits naturel creusé par les eaux dans les terrains calcaires) », remonterait au même étymon avec le suffixe occitan -enc > français aven[11].
- abrollar[12] ou abrolhar « pousser (plante), germer » dérivé du celtique *brogilos « petit territoire » → « bois enclos » → « taillis, petit bois »[13], même étymon que l'ancien français et dialectal breuil « bois » et l'italien broglio. La base gauloise est *brog(i)- « territoire, région, frontière, marche », d'où une forme *broga : piémontais bruia « rive, rebord »; ancien provençal broa « terre non cultivée qui sépare deux champs », alors que le celtique insulaire a *mrogi- passé tôt à brogi-, d'où gallois, cornique, breton bro « territoire, pays »
- ambas (ancien galicien) « eaux, rivière », ambas mestas  « confluence »[14],[15] du celtique ambe[16] « eau, rivière », cognat du gaulois ambe « rivière », attesté dans le glossaire de Vienne et ancien irlandais abu « rivière »
- angazo ou ancinho « râteau », issu d'un *ankatio « crochet » < *h2ṇk-ā-tyo, asture angazu et angüezu, vieil irlandais écath « hameçon », moyen gallois anghad < *h2ṇk-o-to (EDPC: 37).
- bascullo « botte de paille, balai », d'un proto-celtique *baski- « gerbe, botte »[8] cognat du gascon bascojo « panier », de l'asturien bascayu « balai », du breton bec'h « gerbe, charge ».
- camba[5] « jante » du proto-celtic *kambo-[7],[8],[17], cognat du vieil irlandais camb, camm « tordu, incurvé, courbé »; gallois cam « tordu, oblique »; breton kamm « courbé, tordu, de travers »; français dialectal chambon « partie concave d'un méandre »
- cando « branche, bâton séché » du galicien médiéval candano, d'un celtique *kando- « clair, blanc », cognat du gallois cann, même sens[18].
- canga[5],[19] [f]  « collier, joug », du celtique *kambika, sur *kambo- + -ika[20]. (voir ci-dessus); apparenté à l'occitan limousin chambija (< gaulois *cambica) « timon d'araire, haie de charrue » et avec un suffixe -ita (*cambita) : pyrénéen kambeto, gascon canta, français jante
- carozo ou caroço « noyau d'un fruit », asturien caruezu, tous deux d'un *karosio < *kro-o-syo, apparenté au celtique *karīso « noyau d'un fruit » (< *kro-ī-so, Welsh ceri, Schrijver 1991, 208) et au latin carīna « coque de noix » (< *kro-is-na, EDL: 93).
- caxigo « chêne, chêne du Portugal », d'un *cassīcos, du celtique *cassos / cassi- « bouclé, emmêlé, touffu » [21] apparenté à l'irlandais cas « tordu, embrouillé, bouclé »; ancien gallois cas-cord « tordre »; cognat de l'asturien caxigu et de l'aragonais caixico. Par ailleurs, le même radical cass- a donné l'occitan casse, casso et avec un élément -anos, le français chêne (< *cassanos).
- centolo ou centola « araignée de mer », de forme semblable au nom de personne gaulois CINTULLOS « le premier »[22] sur *kintu- « premier ».
- colmea[5] ou colmeia « ruche », d'une forme celtique *kolmēnā « [fait] de paille »[23] (cf. espagnol colmena « ruche », d’un *kolmos « paille », ou colmo à l'origine du léonais cuelmo; cf. gallois calaf « roseau », cornique kala et kalaven « paille », Breton kolo « paille ».
- cómaro, comareiro « limites d'une parcelle ou d'un champ, généralement laissées intentionnellement en jachère », du proto-celtique *kom-ɸare-(yo)[8], cognat du vieil irlandais comair « en face de », gallois cyfair « direction, place, acre » ou encore de *kom-boros « réuni »[24]. Derivés acomarar « délimiter un terrain ».
- croio « pierre (qui roule) », croia « pépin », de l'ancien galicien crougia > *cruia « pierre », proto-celtique *krowka (EDPC: 226, viel irlandais crùach « colline ». gallois crug « cairn, butte »[25]. Derivés croio (adj.) « laid, grossier »; croído, croieira « endroit caillouteux, rivage ».
- dorna « genre de bateau; mesure (volume) »[26] du proto-celtique *durno- « poing »[27];  irlandais dorn « poing »; welsh dwrn, cornish et breton dorn « main »; auxquels se rattachent également l'ancien français dor(n), l'occitan dorn « mesure équivalente à une main fermée »[28] (latin tardif durnus < gaulois *durnos). Cependant, l'asturien duerna « bol » nécessite une forme **dorno-, c'est pour cette raison qu'un *dor-no « [fait] en bois » est plus probable[29]
- gorar[5] « faire éclore, couver (œuf, maladie) » du proto-celtique *gʷhor-[30],[31] d'où l'irlandais gor « couver (œuf) »; gallois / cornique gori « couver (œuf) »; breton goriñ.

dérivé : goro « œuf stérile »
- laxe[5],[32] « dalle de pierre », autre graphie lage, d'une forme médiévale lagena, du proto-celtique *ɸlāgenā[33], cognat du vieil irlandais lágan, láigean, gallois llain « large fer de lance, lame (d'arme) »; apparenté à l'irlandais láighe « pioche, bêche ».
- leira [f] « parcelle de terrain délimitée et nivelée » d'une forme médiévale laria, du proto-celtique *ɸlār-yo-[8],[34] apparenté au vieil irlandais làr « sol, terrain »; cornique et breton leur « terrain »; gallois llawr « sol ». Cependant, une origine latine a été proposée pour la forme dialectale espagnole lera « potager, parcelle de terrain » (Salamanca) propose une origine latine *illam aream > *l'aream > laira, qui ne semble pas constituer une explication pertinente pour le galicien larea and ipsa larea in 870[35].

Derivés: leiro « petite parcelle ou parcelle non nivelée », leirar « travail de la terre », leiroto, leiruca « petite parcelle ».
- ler (ancien galicien) « mer, rivage », du proto-celtique *liros[7],[8] cognat du vieil irlandais ler, irlandais lear, gallois llyr « mer ».
- lercha[36] [f] « tige, bâton (utilisé pour suspendre le poisson) », du celtique commun *wliskā[37] « bâton », cognat du vieil irlandais flesc.
- marulo [m] « enfant potelé, en surpoids » d’un *mārullu[38], diminutif du proto-celtique *māros « grand, gros » apparenté à l’irlandais mór, au gallois mawr, cornique et breton meur.
- meniño [m] « bébé, enfant », autre graphie menino (graphie portugaise empruntée à l'occitan), d'un médiéval mennino, issu du proto-celtique *menno-[8], apparenté au vieil irlandais menn « jeune (chèvre) », irlandais meannán, gallois myn, cornique mynn, breton menn(ig) « faon (et biquet, cabri, chevreau, par extension agneau, figuré loupiot) ».

Dérivés: meniñez « enfance ».
- miñoca [f] « ver de terre », graphie alternative minhoca, dialectal mioca, miroca, d'un medieval *milocca (non attesté), du proto-celtique *mîlo-[7],[8], apparenté à l'asturien milu, merucu « ver de terre », irlandais míol « ver, asticot »; gallois, cornique et breton mil « animal ».
- mostea [f] « botte de paille », du proto-celtique *bostā- « main, paume, poing »[39], irlandais bos, bas « paume de la main »
- reo [m] « Salmo trutta trutta », d'une forme celtique rhedo (Ausone)[40].
- rodaballo[5] [m] « turbot », graphie alternative rodavalho, d'une forme celtique composite *roto-ball-jo-[41], signifiant « extrémité arrondie », parent de l'irlandais roth « roue », gallois rhod, Breton rod « roue », latin rota « roue », et de l'irlandais ball « membre, organe ».
- saboga, samborca ou boga [f] « alose (poisson) », parent du gaulois samauca, idem, du celtique *samākā[42].
- seara, senra [f] « champ ensemencé récemment labouré, mais qui est laissé en jachère », d'une forme médiévale senara, d'un composé celtique de *seni- « séparé, à part » (cf. vieil irlandais sain « seul », gallois han « autre ») and *aro- « champ labouré »[43] (cf. Welsh âr, Irish ár « champ labouré »).
- tasca [f] and tascón [m] parent du galate taskós « cheville, piquet »[44], provençal tascoun « cheville, piquet »
- tona [f] « peau, écorce, peau du lait », du proto-celtique *tondā[8],[45],[46] apparenté au vieil irlandais tonn et au gallois tonn.

Derivés: toneira « baratte ».
- trosma[47] [m] « lourd (figuré) », du proto-celtique *trudsmo- or *truksmo- « lourd »[48], apparenté au vieil irlandais tromm et au gallois trwm.
- trogo [m] « tristesse, anxiété, pitié », du celtique commun *trougos[7],[8], parent du vieil irlandais tróg, irlandais trogha, gallois tru « misérable, malheureux », Breton tru « misérable » et avec un suffixe : français truand, provençal truan, jadis au sens de « misérable, mendiant » (< *trugant-) > portugais truhão, espagnol truhan « bouffon »
- turro [m] « tas, bloc » d'un étymon celtique probable *tūrra « tas de terre », cognat du gallois twrr « tas »[49].

## Sources
- Edelmiro Bascuas, La Diosa Reve y los trasancos, 2006, p. 801-842
- Edelmiro Bascuas, La hidronimia de Galicia. Tres estratos : paleoeuropeo, celta y latino, 2008, p. 521-550
- Sigrid Buschmann, Beiträge zum etymologischen Wörterbuch des Galizischen, Bonn, Romanisches Seminar der Univ. Bonn, 1965
- Carvalho Calero, Ricardo (1976). Gramática elemental del gallego común. Galaxia.  (ISBN 84-7154-037-1). Google Books (es)
- Coromines, J. (1997). Breve diccionario etimológico de la lengua castellana. Gredos.  (ISBN 978-84-249-3555-9).
- DCECH = Joan Coromines et José Antonio Pascual, Diccionario crítico etimológico castellano e hispánico, Madrid, Gredos, 2012, Ed. en CD-ROM. éd. (ISBN 9788424936549)
- Donkin, T. C. (1864). An etymological dictionary of the Romance languages; chiefly from the Germ. of F. Diez. Williams and Norgate. Online at the Internet Archive.
- Joachim Grzega, Romania Gallica Cisalpina etymologisch-geolinguistische Studien zu den oberitalienisch-rätoromanischen Keltizismen, Tübingen, M. Niemeyer, 2001, 353 p. (ISBN 978-3-11-094440-2, lire en ligne )
- Mariño Paz, Ramon (1998). Historia da lingua galega. Sotelo Blanco.  (ISBN 84-7824-333-X).
- Matasovic, R. (2009). Etymological Dictionary of Proto-Celtic. Brill.  (ISBN 90-04-17336-6).
- Meyer-Lübke, W. (1911). Romanisches etymologisches Wörterbuch. Carl Winter's U. Online at the Internet Archive.
- Moralejo, Juán J. (2007) Callaica Nomina. A Coruña: Fundación Barrié. 2007.  (ISBN 978-84-95892-68-3).
- Prósper, Blanca María (2002). Lenguas y religiones prerromanas del occidente de la península ibérica. Ediciones Universidad de Salamanca.  (ISBN 978-84-7800-818-6).
- Eligio Rivas Quintas, C.M., Dicioniario etimolóxico da lingua galega, Saint-Jacques-de-Compostelle, Tórculo, 2015, 1a éd., 189 p. (ISBN 978-84-8408-374-0)
- Ward, A. (1996). A Checklist of Proto-Celtic lexical Items. Online at Scribd.

### Dictionnaires
- Dicionario de Dicionarios da lingua Galega.
- Dicionario de dicionarios do galego medieval.